# Moby/Diskografie
Diese Diskografie ist eine Übersicht über die musikalischen Werke des US-amerikanischen Musikers Moby. Den Schallplattenauszeichnungen zufolge hat er bisher mehr als 16,8 Millionen Tonträger verkauft, davon alleine in seiner Heimat über 3,5 Millionen. Seine erfolgreichste Veröffentlichung ist das Album Play mit über 6,6 Millionen verkauften Einheiten.

## Alben

### Studioalben
| Jahr | Titel                                      | Höchstplatzierung, Gesamtwochen, AuszeichnungChartplatzierungen (Jahr, Titel, Platzierungen, Wochen, Auszeichnungen, Anmerkungen) | Höchstplatzierung, Gesamtwochen, AuszeichnungChartplatzierungen (Jahr, Titel, Platzierungen, Wochen, Auszeichnungen, Anmerkungen) | Höchstplatzierung, Gesamtwochen, AuszeichnungChartplatzierungen (Jahr, Titel, Platzierungen, Wochen, Auszeichnungen, Anmerkungen) | Höchstplatzierung, Gesamtwochen, AuszeichnungChartplatzierungen (Jahr, Titel, Platzierungen, Wochen, Auszeichnungen, Anmerkungen) | Höchstplatzierung, Gesamtwochen, AuszeichnungChartplatzierungen (Jahr, Titel, Platzierungen, Wochen, Auszeichnungen, Anmerkungen) | Anmerkungen                                                       |
| Jahr | Titel                                      | DE | AT | CH | UK | US | Anmerkungen                                                       |
| ---- | ------------------------------------------ | --- | --- | --- | --- | --- | ----------------------------------------------------------------- |
| 1992 | Moby                                       | — | — | — | — | — | Erstveröffentlichung: 27. Juli 1992                               |
| 1993 | Ambient                                    | — | — | — | — | — | Erstveröffentlichung: 17. August 1993                             |
| 1995 | Everything Is Wrong                        | DE69 (8 Wo.)DE | — | — | UK21 Silber · (7 Wo.)UK | — | Erstveröffentlichung: 14. März 1995 Verkäufe: + 60.000            |
| 1996 | Animal Rights                              | — | — | — | UK38 (1 Wo.)UK | — | Erstveröffentlichung: 23. September 1996                          |
| 1999 | Play                                       | DE21 Gold · (68 Wo.)DE | AT7 Gold · (13 Wo.)AT | CH12 ×3Dreifachgold · (76 Wo.)CH                                                                                                  | UK1 ×6Sechsfachplatin · (83 Wo.)UK                                                                                                | US38 ×2Doppelplatin · (94 Wo.)US                                                                                                  | Erstveröffentlichung: 17. Mai 1999 Verkäufe: + 6.685.000          |
| 2002 | 18                                         | DE1 Gold · (30 Wo.)DE | AT1 (16 Wo.)AT | CH1 Platin · (45 Wo.)CH | UK1 Platin · (34 Wo.)UK | US4 Gold · (18 Wo.)US | Erstveröffentlichung: 2. Mai 2002 Verkäufe: + 5.000.000           |
| 2005 | Hotel                                      | DE3 Gold · (25 Wo.)DE | AT2 Gold · (16 Wo.)AT | CH1 (18 Wo.)CH | UK8 Gold · (6 Wo.)UK | US28 (8 Wo.)US | Erstveröffentlichung: 14. März 2005 Verkäufe: + 627.500           |
| 2008 | Last Night                                 | DE10 (8 Wo.)DE | AT4 (8 Wo.)AT | CH6 Gold · (9 Wo.)CH | UK28 (2 Wo.)UK | US27 (5 Wo.)US | Erstveröffentlichung: 29. März 2008 Verkäufe: + 125.000           |
| 2009 | Wait for Me                                | DE18 (6 Wo.)DE | AT15 (10 Wo.)AT | CH4 (14 Wo.)CH | UK44 (2 Wo.)UK | US22 (4 Wo.)US | Erstveröffentlichung: 29. Juni 2009 Verkäufe: + 15.000            |
| 2011 | Destroyed.                                 | DE10 (4 Wo.)DE | AT27 (2 Wo.)AT | CH7 (8 Wo.)CH | UK35 (2 Wo.)UK | US69 (1 Wo.)US | Erstveröffentlichung: 13. Mai 2011 Verkäufe: + 10.000             |
| 2013 | Innocents                                  | DE22 (4 Wo.)DE | AT16 (3 Wo.)AT | CH11 (6 Wo.)CH | UK35 (2 Wo.)UK | US66 (2 Wo.)US | Erstveröffentlichung: 29. September 2013                          |
| 2016 | These Systems Are Failing                  | — | — | CH75 (1 Wo.)CH | — | — | Erstveröffentlichung: 20. Oktober 2016 mit The Void Pacific Choir |
| 2017 | More Fast Songs About the Apocalypse       | — | — | — | — | — | Erstveröffentlichung: 12. Juni 2017 mit The Void Pacific Choir    |
| 2018 | Everything Was Beautiful, and Nothing Hurt | DE38 (1 Wo.)DE | AT36 (1 Wo.)AT | CH23 (3 Wo.)CH | UK30 (1 Wo.)UK | — | Erstveröffentlichung: 2. März 2018                                |
| 2020 | All Visible Objects                        | DE28 (1 Wo.)DE | AT59 (1 Wo.)AT | CH14 (2 Wo.)CH | — | — | Erstveröffentlichung: 15. Mai 2020                                |
| 2021 | Reprise                                    | DE4 (17 Wo.)DE | AT3 (6 Wo.)AT | CH1 (10 Wo.)CH | UK21 (1 Wo.)UK | — | Erstveröffentlichung: 28. Mai 2021                                |
| 2023 | Resound NYC                                | DE11 (3 Wo.)DE | AT17 (1 Wo.)AT | CH8 (2 Wo.)CH | — | — | Erstveröffentlichung: 12. Mai 2023                                |
| 2024 | Always Centered at Night                   | DE18 (1 Wo.)DE | AT29 (1 Wo.)AT | CH25 (1 Wo.)CH | — | — | Erstveröffentlichung: 14. Juni 2024                               |

### Kompilationen
| Jahr | Titel                 | Höchstplatzierung, Gesamtwochen, AuszeichnungChartplatzierungen (Jahr, Titel, Platzierungen, Wochen, Auszeichnungen, Anmerkungen) | Höchstplatzierung, Gesamtwochen, AuszeichnungChartplatzierungen (Jahr, Titel, Platzierungen, Wochen, Auszeichnungen, Anmerkungen) | Höchstplatzierung, Gesamtwochen, AuszeichnungChartplatzierungen (Jahr, Titel, Platzierungen, Wochen, Auszeichnungen, Anmerkungen) | Höchstplatzierung, Gesamtwochen, AuszeichnungChartplatzierungen (Jahr, Titel, Platzierungen, Wochen, Auszeichnungen, Anmerkungen) | Höchstplatzierung, Gesamtwochen, AuszeichnungChartplatzierungen (Jahr, Titel, Platzierungen, Wochen, Auszeichnungen, Anmerkungen) | Anmerkungen                                                |
| Jahr | Titel                 | DE | AT | CH | UK | US | Anmerkungen                                                |
| ---- | --------------------- | --- | --- | --- | --- | --- | ---------------------------------------------------------- |
| 1997 | I Like to Score       | — | — | — | UK54 Silber · (2 Wo.)UK | — | Erstveröffentlichung: 26. August 1997 Verkäufe: + 60.000   |
| 2000 | MobySongs 1993–1998   | — | — | — | — | US137 (8 Wo.)US | Erstveröffentlichung: 18. Juli 2000                        |
| 2000 | Play: The B Sides     | — | — | — | UK24 (3 Wo.)UK | US165 (2 Wo.)US | Erstveröffentlichung: 24. Oktober 2000                     |
| 2006 | Go – The Very Best Of | DE31 (10 Wo.)DE | AT20 (9 Wo.)AT | CH4 Gold · (14 Wo.)CH | UK23 Gold · (7 Wo.)UK | US153 (1 Wo.)US | Erstveröffentlichung: 24. Oktober 2006 Verkäufe: + 240.000 |

Weitere Kompilationen
- 1991: Instinct Dance
- 1993: Early Underground
- 1996: Rare: The Collected B-Sides 1989–1993
- 2003: 18 B Sides + DVD
- 2005: iTunes Originals – Moby
- 2008: A Night in NYC
- 2016: Music from Porcelain

### Remixalben
| Jahr | Titel             | Höchstplatzierung, Gesamtwochen, AuszeichnungChartplatzierungen (Jahr, Titel, Platzierungen, Wochen, Auszeichnungen, Anmerkungen) | Höchstplatzierung, Gesamtwochen, AuszeichnungChartplatzierungen (Jahr, Titel, Platzierungen, Wochen, Auszeichnungen, Anmerkungen) | Höchstplatzierung, Gesamtwochen, AuszeichnungChartplatzierungen (Jahr, Titel, Platzierungen, Wochen, Auszeichnungen, Anmerkungen) | Höchstplatzierung, Gesamtwochen, AuszeichnungChartplatzierungen (Jahr, Titel, Platzierungen, Wochen, Auszeichnungen, Anmerkungen) | Höchstplatzierung, Gesamtwochen, AuszeichnungChartplatzierungen (Jahr, Titel, Platzierungen, Wochen, Auszeichnungen, Anmerkungen) | Anmerkungen                        |
| Jahr | Titel             | DE | AT | CH | UK | US | Anmerkungen                        |
| ---- | ----------------- | --- | --- | --- | --- | --- | ---------------------------------- |
| 2022 | Reprise – Remixes | DE54 (1 Wo.)DE | — | — | — | — | Erstveröffentlichung: 20. Mai 2022 |

Weitere Remixalben
- 1996: Everything Is Wrong – Non-stop DJ Mix by Evil Ninja Moby (UK: Gold)
- 2007: Go – The Very Best of Moby: Remixed
- 2008: Last Night Remixed
- 2009: Wait for Me: Ambient
- 2010: Wait for Me. Remixes!
- 2012: Destroyed Remixed

### Soundtracks
- 2005: Earthlings (Dokumentation)

### EPs
- 1993: Move
- 1995: Disk
- 2007: The BioShock EP
- 2011: Be the One

## Singles

### Als Leadmusiker
| Jahr | Titel Album                                          | Höchstplatzierung, Gesamtwochen, AuszeichnungChartplatzierungen (Jahr, Titel, Album, Platzierungen, Wochen, Auszeichnungen, Anmerkungen) | Höchstplatzierung, Gesamtwochen, AuszeichnungChartplatzierungen (Jahr, Titel, Album, Platzierungen, Wochen, Auszeichnungen, Anmerkungen) | Höchstplatzierung, Gesamtwochen, AuszeichnungChartplatzierungen (Jahr, Titel, Album, Platzierungen, Wochen, Auszeichnungen, Anmerkungen) | Höchstplatzierung, Gesamtwochen, AuszeichnungChartplatzierungen (Jahr, Titel, Album, Platzierungen, Wochen, Auszeichnungen, Anmerkungen) | Höchstplatzierung, Gesamtwochen, AuszeichnungChartplatzierungen (Jahr, Titel, Album, Platzierungen, Wochen, Auszeichnungen, Anmerkungen) | Anmerkungen                                                                     |
| Jahr | Titel Album                                          | DE | AT | CH | UK | US | Anmerkungen                                                                     |
| ---- | ---------------------------------------------------- | --- | --- | --- | --- | --- | ------------------------------------------------------------------------------- |
| 1991 | Go Moby                                              | — | — | — | UK10 (10 Wo.)UK | — | Erstveröffentlichung: Juli 1991                                                 |
| 1993 | I Feel It Moby                                       | — | — | — | UK38 (3 Wo.)UK | — | Erstveröffentlichung: Juni 1993                                                 |
| 1993 | Move                                                 | — | — | — | UK21 (5 Wo.)UK | — | Erstveröffentlichung: August 1993                                               |
| 1994 | Hymn Everything Is Wrong                             | — | — | CH46 (2 Wo.)CH | UK31 (2 Wo.)UK | — | Erstveröffentlichung: 16. Mai 1994                                              |
| 1994 | Feeling So Real Everything Is Wrong                  | DE14 (17 Wo.)DE | AT21 (7 Wo.)AT | CH9 (13 Wo.)CH | UK30 (2 Wo.)UK | — | Erstveröffentlichung: 17. Oktober 1994                                          |
| 1995 | Everytime You Touch Me Everything Is Wrong           | — | — | — | UK28 (3 Wo.)UK | — | Erstveröffentlichung: Februar 1995                                              |
| 1995 | Into the Blue Everything Is Wrong                    | — | — | — | UK34 (2 Wo.)UK | — | Erstveröffentlichung: Juni 1995                                                 |
| 1996 | That’s When I Reach for My Revolver Animal Rights    | — | — | — | UK50 (1 Wo.)UK | — | Erstveröffentlichung: 26. August 1996                                           |
| 1997 | James Bond Theme (Moby’s Re-Version) I Like to Score | DE48 (9 Wo.)DE | — | CH17 (11 Wo.)CH | UK8 (8 Wo.)UK | — | Erstveröffentlichung: 27. Oktober 1997                                          |
| 1998 | Honey Play                                           | DE77 (6 Wo.)DE | AT30 (1 Wo.)AT | — | UK33 (2 Wo.)UK | — | Erstveröffentlichung: August 1998                                               |
| 1999 | Run On Play                                          | — | — | — | UK33 (2 Wo.)UK | — | Erstveröffentlichung: April 1999                                                |
| 1999 | Bodyrock Play                                        | — | — | — | UK38 (2 Wo.)UK | — | Erstveröffentlichung: Juli 1999                                                 |
| 1999 | Why Does My Heart Feel So Bad? Play                  | DE3 Platin · (22 Wo.)DE | AT4 Gold · (14 Wo.)AT | CH4 (26 Wo.)CH | UK16 Gold · (9 Wo.)UK | — | Erstveröffentlichung: 11. Oktober 1999 Verkäufe: + 925.000                      |
| 2000 | Natural Blues Play                                   | DE46 (8 Wo.)DE | — | CH28 (16 Wo.)CH | UK11 Silber · (6 Wo.)UK | — | Erstveröffentlichung: 28. März 2000 Verkäufe: + 325.000                         |
| 2000 | Porcelain Play                                       | DE63 (9 Wo.)DE | — | CH79 (5 Wo.)CH | UK5 Platin · (6 Wo.)UK | — | Erstveröffentlichung: 12. Juni 2000 Verkäufe: + 760.000                         |
| 2000 | South Side Play                                      | — | — | — | — | US14 (32 Wo.)US | Erstveröffentlichung: 7. November 2000 feat. Gwen Stefani                       |
| 2002 | We Are All Made of Stars 18                          | DE60 (5 Wo.)DE | AT50 (6 Wo.)AT | CH17 (14 Wo.)CH | UK11 (4 Wo.)UK | — | Erstveröffentlichung: 29. April 2002                                            |
| 2002 | Extreme Ways 18                                      | — | — | CH91 (1 Wo.)CH | UK39 (6 Wo.)UK | — | Erstveröffentlichung: 24. Juli 2002                                             |
| 2002 | In This World 18                                     | DE78 (5 Wo.)DE | — | CH66 (8 Wo.)CH | UK35 (2 Wo.)UK | — | Erstveröffentlichung: 1. November 2002                                          |
| 2005 | Lift Me Up Hotel                                     | DE12 (21 Wo.)DE | AT12 (19 Wo.)AT | CH24 (21 Wo.)CH | UK18 (4 Wo.)UK | — | Erstveröffentlichung: 25. Februar 2005 Verkäufe: + 100.000                      |
| 2005 | Raining Again Hotel                                  | DE82 (6 Wo.)DE | — | CH96 (3 Wo.)CH | — | — | Erstveröffentlichung: 23. Mai 2005                                              |
| 2005 | Spiders Hotel                                        | — | — | — | UK50 (1 Wo.)UK | — | Erstveröffentlichung: 30. Mai 2005                                              |
| 2005 | Beautiful Hotel                                      | DE90 (5 Wo.)DE | — | — | — | — | Erstveröffentlichung: 12. September 2005                                        |
| 2006 | Slipping Away Hotel                                  | DE63 (11 Wo.)DE | — | CH18* (21 Wo.)CH | UK53 (1 Wo.)UK | — | Erstveröffentlichung: 23. Januar 2006 Verkäufe: + 200.000; *feat. Mylène Farmer |
| 2006 | New York, New York Go – The Very Best of             | DE69 (4 Wo.)DE | AT47 (5 Wo.)AT | CH80 (2 Wo.)CH | UK43 (1 Wo.)UK | — | Erstveröffentlichung: 1. November 2006 feat. Deborah Harry                      |
| 2008 | Disco Lies Last Night                                | DE8 (14 Wo.)DE | AT21 (12 Wo.)AT | CH10 (15 Wo.)CH | — | — | Erstveröffentlichung: 21. Januar 2008                                           |
| 2014 | Almost Home Innocents                                | DE73 (5 Wo.)DE | — | — | — | — | Erstveröffentlichung: 24. Februar 2014 feat. Damien Jurado                      |

Weitere Singles
| - 1990: Mobility - 1993: All That I Need Is to Be Loved - 1995: What Love - 1996: Come on Baby - 2004: Make Love Fuck War (mit Public Enemy) - 2005: Dream About Me - 2006: Escapar (Slipping Away) - 2007: Everyday It’s 1989 - 2008: Alice - 2009: Shot in the Back of the Head - 2009: One Time We Lived - 2010: Gone to Sleep (Acoustic) - 2011: The Day - 2011: The Right Thing - 2011: After - 2011: After the After (vs. Joris Voom) - 2012: The Poison Tree - 2012: Extreme Ways (Bourne’s Legacy) - 2013: Para (mit The Loops of Fury) - 2013: The Lonely Night (mit Mark Lanegan) - 2014: Delay (mit Lucky Date) | - 2014: Rio - 2014: The Only Thing - 2014: Death Star (mit Darth & Vader) - 2014: Ow (mit ACTi) - 2015: Dark Dark Night (mit Midge Ure) - 2015: The Light Is Clear in My Eyes (mit The Void Pacific Choir) - 2015: Almost Loved (mit The Void Pacific Choir) - 2015: Extreme Ways - 2016: Don’t Leave Me (mit The Void Pacific Choir) - 2016: Are You Lost in the World Like Me? (mit The Void Pacific Choir) - 2016: Trump Is on Your Side (mit The Homeland Choir) - 2016: Little Failure (mit The Void Pacific Choir) - 2017: Erupt & Matter (mit The Void Pacific Choir) - 2017: In This Cold Place (mit The Void Pacific Choir) - 2017: Like a Motherless Child - 2018: Mere Anarchy - 2018: This Wild Darkness - 2021: Porcelain (Reprise Version) (feat. Jim James) - 2021: The Lonely Night (Reprise Version) (feat. Mark Lanegan & Kris Kristofferson) - 2021: Natural Blues (Reprise Version) (feat. Gregory Porter & Amythyst Kiah) |

### Als Gastmusiker
| Jahr | Titel Album          | Höchstplatzierung, Gesamtwochen, AuszeichnungChartplatzierungen (Jahr, Titel, Album, Platzierungen, Wochen, Auszeichnungen, Anmerkungen) | Höchstplatzierung, Gesamtwochen, AuszeichnungChartplatzierungen (Jahr, Titel, Album, Platzierungen, Wochen, Auszeichnungen, Anmerkungen) | Höchstplatzierung, Gesamtwochen, AuszeichnungChartplatzierungen (Jahr, Titel, Album, Platzierungen, Wochen, Auszeichnungen, Anmerkungen) | Höchstplatzierung, Gesamtwochen, AuszeichnungChartplatzierungen (Jahr, Titel, Album, Platzierungen, Wochen, Auszeichnungen, Anmerkungen) | Höchstplatzierung, Gesamtwochen, AuszeichnungChartplatzierungen (Jahr, Titel, Album, Platzierungen, Wochen, Auszeichnungen, Anmerkungen) | Anmerkungen                                                                      |
| Jahr | Titel Album          | DE | AT | CH | UK | US | Anmerkungen                                                                      |
| ---- | -------------------- | --- | --- | --- | --- | --- | -------------------------------------------------------------------------------- |
| 2018 | A$AP Forever Testing | DE77 (1 Wo.)DE | AT61 (1 Wo.)AT | CH45 (3 Wo.)CH | UK60 Silber · (2 Wo.)UK | US65 Platin · (1 Wo.)US | Erstveröffentlichung: 5. April 2018 Verkäufe: + 1.405.000; ASAP Rocky feat. Moby |
| 2023 | Oh My –              | — | — | — | UK98 (2 Wo.)UK | — | Erstveröffentlichung: 13. Januar 2023 Luude & Issey Cross feat. Moby             |

## Videoalben
| Jahr | Titel         | Höchstplatzierung, Gesamtwochen, AuszeichnungChartplatzierungen (Jahr, Titel, Platzierungen, Wochen, Auszeichnungen, Anmerkungen) | Höchstplatzierung, Gesamtwochen, AuszeichnungChartplatzierungen (Jahr, Titel, Platzierungen, Wochen, Auszeichnungen, Anmerkungen) | Höchstplatzierung, Gesamtwochen, AuszeichnungChartplatzierungen (Jahr, Titel, Platzierungen, Wochen, Auszeichnungen, Anmerkungen) | Höchstplatzierung, Gesamtwochen, AuszeichnungChartplatzierungen (Jahr, Titel, Platzierungen, Wochen, Auszeichnungen, Anmerkungen) | Höchstplatzierung, Gesamtwochen, AuszeichnungChartplatzierungen (Jahr, Titel, Platzierungen, Wochen, Auszeichnungen, Anmerkungen) | Anmerkungen                |
| Jahr | Titel         | DE | AT | CH | UK | US | Anmerkungen                |
| ---- | ------------- | --- | --- | --- | --- | --- | -------------------------- |
| 2001 | Play: The DVD | — | — | — | UK3 (16 Wo.)UK | US— GoldUS | Erstveröffentlichung: 2001 |

Weitere Videoalben
- 2003: 18 DVD + B Sides
- 2003: Moby Presents: Alien Sex Party
- 2006: The Hotel Tour 2005
- 2006: Go: The Very Best of Moby
- 2009: Mistake – Deluxe Edition – Live and Videos

## Statistik

### Chartauswertung
|                     | DE     | AT     | CH     | UK     | US     |
| ------------------- | ------ | ------ | ------ | ------ | ------ |
| Nummer-eins-Alben   | DE1DE  | AT1AT  | CH3CH  | UK2UK  | US—US  |
| Top-10-Alben        | DE5DE  | AT5AT  | CH8CH  | UK3UK  | US1US  |
| Alben in den Charts | DE15DE | AT13AT | CH14CH | UK14UK | US10US |

|                       | DE     | AT    | CH     | UK     | US    |
| --------------------- | ------ | ----- | ------ | ------ | ----- |
| Nummer-eins-Singles   | DE—DE  | AT—AT | CH—CH  | UK—UK  | US—US |
| Top-10-Singles        | DE2DE  | AT1AT | CH3CH  | UK3UK  | US—US |
| Singles in den Charts | DE16DE | AT8AT | CH15CH | UK24UK | US2US |

|                          | DE    | AT    | CH    | UK    | US    |
| ------------------------ | ----- | ----- | ----- | ----- | ----- |
| Nummer-eins-Videoalben   | DE—DE | AT—AT | CH—CH | UK—UK | US—US |
| Top-10-Videoalben        | DE—DE | AT—AT | CH—CH | UK1UK | US—US |
| Videoalben in den Charts | DE—DE | AT—AT | CH—CH | UK1UK | US—US |

### Auszeichnungen für Musikverkäufe
| Silberne Schallplatte - Frankreich - 2000: für die Single Natural Blues (Ooh Lordy Trouble So Hard) - 2005: für die Single Lift Me Up - Vereinigtes Königreich - 2023: für das Lied Flower Goldene Schallplatte - Argentinien - 2005: für das Album Hotel - Australien - 2002: für das Videoalbum Play: The DVD - Belgien - 2005: für das Album Hotel - 2006: für das Album Go – The Very Best Of - 2008: für das Album Last Night - 2009: für das Album Wait for Me - Dänemark - 2001: für das Album Play - Frankreich - 2004: für das Videoalbum 18 - 2006: für die Single Slipping Away (Crier La Vie) - 2006: für das Album Go – The Very Best Of - 2008: für das Album Last Night - Griechenland - 2000: für das Album Play - 2005: für das Album Hotel - Irland - 2005: für das Album Hotel - 2006: für das Album Go – The Very Best Of - Italien - 2022: für das Album Play - Neuseeland - 2018: für das Album Go – The Very Best Of - Niederlande - 2002: für das Album 18 - Polen - 2005: für das Album Hotel - 2023: für die Single A$AP Forever - Russland - 2005: für das Album Hotel - 2006: für das Album Go – The Very Best Of - 2008: für das Album Last Night - 2011: für das Album Destroyed. - Spanien - 2024: für die Single Porcelain | Platin-Schallplatte - Australien - 2002: für das Album 18 - 2019: für die Single A$AP Forever - Belgien - 2003: für das Album 18 - Europa - 2002: für das Album 18 - Frankreich - 2002: für das Album 18 - 2005: für das Album Hotel - Italien - 2024: für die Single Porcelain - Kanada - 2019: für die Single A$AP Forever - Neuseeland - 2002: für das Album 18 - 2022: für die Single A$AP Forever - 2022: für die Single Porcelain - Norwegen - 2000: für das Album Play - Portugal - 2005: für das Album Hotel - Schweden - 2001: für das Album Play 2× Platin-Schallplatte - Belgien - 2001: für das Album Play - Italien - 2000: für das Album Play - Niederlande - 2001: für das Album Play | 3× Platin-Schallplatte - Kanada - 2001: für das Album Play 4× Platin-Schallplatte - Australien - 2001: für das Album Play - Europa - 2001: für das Album Play 6× Platin-Schallplatte - Irland - 2000: für das Album Play 7× Platin-Schallplatte - Neuseeland - 2001: für das Album Play Diamantene Schallplatte - Frankreich - 2003: für das Album Play |

Anmerkung: Auszeichnungen in Ländern aus den Charttabellen bzw. Chartboxen sind in ebendiesen zu finden.
| Land/RegionAuszeichnungen für Musikverkäufe (Land/Region, Auszeichnungen, Verkäufe, Quellen) | Silber     | Gold       | Platin       | Diamant  | Verkäufe    | Quellen                                                        |
| -------------------------------------------------------------------------------------------- | ---------- | ---------- | ------------ | -------- | ----------- | -------------------------------------------------------------- |
| Argentinien (CAPIF)                                                                          | —          | Gold1      | —            | —        | 20.000      | capif.org.ar (Memento vom 20. August 2011 im Internet Archive) |
| Australien (ARIA)                                                                            | —          | Gold1      | 6× Platin6   | —        | 427.500     | aria.com.au                                                    |
| Belgien (BRMA)                                                                               | —          | 4× Gold4   | 3× Platin3   | —        | 240.000     | ultratop.be                                                    |
| Dänemark (IFPI)                                                                              | —          | Gold1      | —            | —        | 25.000      | musik.org (Memento vom 5. Oktober 2002 im Internet Archive)    |
| Deutschland (BVMI)                                                                           | —          | 3× Gold3   | Platin1      | —        | 1.000.000   | musikindustrie.de                                              |
| Europa (IFPI)                                                                                | —          | —          | 5× Platin5   | —        | (5.000.000) | ifpi.org                                                       |
| Frankreich (SNEP)                                                                            | 2× Silber2 | 4× Gold4   | 2× Platin2   | Diamant1 | 2.275.000   | infodisc.fr snepmusique.com                                    |
| Griechenland (IFPI)                                                                          | —          | 2× Gold2   | —            | —        | 25.000      | Einzelnachweise                                                |
| Irland (IRMA)                                                                                | —          | 2× Gold2   | 6× Platin6   | —        | 105.000     | irishcharts.ie                                                 |
| Italien (FIMI)                                                                               | —          | Gold1      | 3× Platin3   | —        | 325.000     | Einzelnachweise                                                |
| Kanada (MC)                                                                                  | —          | —          | 4× Platin4   | —        | 380.000     | musiccanada.com                                                |
| Neuseeland (RMNZ)                                                                            | —          | Gold1      | 10× Platin10 | —        | 187.500     | aotearoamusiccharts.co.nz NZ2 NZ3                              |
| Niederlande (NVPI)                                                                           | —          | Gold1      | 2× Platin2   | —        | 200.000     | nvpi.nl                                                        |
| Norwegen (IFPI)                                                                              | —          | —          | Platin1      | —        | 50.000      | ifpi.no (Memento vom 5. November 2012 im Internet Archive)     |
| Österreich (IFPI)                                                                            | —          | 3× Gold3   | —            | —        | 60.000      | ifpi.at                                                        |
| Polen (ZPAV)                                                                                 | —          | 2× Gold2   | —            | —        | 45.000      | olis.pl                                                        |
| Portugal (AFP)                                                                               | —          | —          | Platin1      | —        | 20.000      | Einzelnachweise                                                |
| Russland (NFPF)                                                                              | —          | 4× Gold4   | —            | —        | 40.000      | 2m-online.ru                                                   |
| Schweden (IFPI)                                                                              | —          | —          | Platin1      | —        | 80.000      | sverigetopplistan.se                                           |
| Schweiz (IFPI)                                                                               | —          | 3× Gold3   | 2× Platin2   | —        | 115.000     | hitparade.ch                                                   |
| Spanien (Promusicae)                                                                         | —          | Gold1      | —            | —        | 30.000      | elportaldemusica.es                                            |
| Vereinigte Staaten (RIAA)                                                                    | —          | 2× Gold2   | 3× Platin3   | —        | 3.550.000   | riaa.com                                                       |
| Vereinigtes Königreich (BPI)                                                                 | 5× Silber5 | 4× Gold4   | 8× Platin8   | —        | 4.135.000   | bpi.co.uk                                                      |
| Insgesamt                                                                                    | 7× Silber7 | 40× Gold40 | 58× Platin58 | Diamant1 |             |                                                                |

## Veröffentlichungen unter Pseudonym

### Alben
- 1991: Instinct Dance (als Moby/Barracuda/Brainstorm und Voodoo Child)
- 1994: Demons/Horses (als Voodoo Child)
- 1996: The End of Everything (als Voodoo Child)
- 2004: Baby Monkey (als Voodoo Child)

### Singles als Voodoo Child
- 1991: Voodoo Child
- 1994: Demons / Horses
- 1995: Higher
- 1996: Dog Heaven
- 2003: Light Is in Your Eyes / Electronics
- 2003: Take It Home / Strings

### Andere Singles unter Pseudonym
- 1983: Hit Squad for God EP (als Vatican Commandos)
- 1983: Just a Frisbee (als Vatican Commandos)
- 1989: Time’s Up (als The Brotherhood)
- 1990: Rock the House (als Brainstorm and Mindstorm)
- 1991: Drug Fits the Face (als Barracuda)
- 1991: U.H.F. (als U.H.F.)
- 1995: Why Can’t It Stop? (als Lopez)
- 1996: Emptiness (als Lopez)
- 1996: Sugar Baby (als DJ Cake)
- 1998: 4 Lights (als The Pork Guys)
- 1999: Split (als Schaumgummi)